# Saint-Arcons-de-Barges
Saint-Arcons-de-Barges är en kommun i departementet Haute-Loire i regionen Auvergne-Rhône-Alpes i centrala Frankrike. Kommunen ligger i kantonen Pradelles som tillhör arrondissementet Le Puy-en-Velay. År 2022 hade Saint-Arcons-de-Barges 116 invånare.

## Befolkningsutveckling
Antalet invånare i kommunen Saint-Arcons-de-Barges
| Referens: INSEE |